# Spirali sinusoidali

Confronto tra spirali sinusoidali: iperbole equilatera (n = -2), retta (n = -1), parabola (n = -1/2), cardioide (n = 1/2), cerchio (n = 1) e lemniscata di Bernoulli (n = 2)

In geometria, le spirali sinusoidali sono una famiglia di curve definite dalla seguente equazione in coordinate polari
{\displaystyle r^{n}=a^{n}\cos(n\theta )\,}
dove a è una costante diversa da zero e n è un numero razionale anch'esso diverso da 0. Con una rotazione di un angolo retto sull'origine, l'equazione può essere scritta
{\displaystyle r^{n}=a^{n}\sin(n\theta ).\,}
Il termine "spirale" è un termine improprio, perché in realtà non sono spirali in senso stretto, e spesso hanno una forma simile a un fiore. Molte curve molto note sono spirali sinusoidali tra cui ricordiamo:
- Iperbole rettangolare (n = − 2)
- Retta (n = − 1)
- Parabola (n = − 1/2)
- Cubica di Tschirnhausen (n = − 1/3)
- Curva sestica di Cayley (n = 1/3)
- Cardioide (n = 1/2)
- Cerchio (n = 1)
- Lemniscate di Bernoulli (n = 2)

Queste curve sono state studiate per la prima volta da Colin Maclaurin.

## Equazioni
Differenziando
{\displaystyle r^{n}=a^{n}\cos(n\theta )\,}
ed eliminando a si ottiene un'equazione differenziale per r e θ :
{\displaystyle {\frac {dr}{d\theta }}\cos n\theta +r\sin n\theta =0}.
Allora
{\displaystyle \left({\frac {dr}{ds}},\ r{\frac {d\theta }{ds}}\right)\cos n\theta {\frac {ds}{d\theta }}=\left(-r\sin n\theta ,\ r\cos n\theta \right)=r\left(-\sin n\theta ,\ \cos n\theta \right)}
il che implica che l' angolo tangenziale polare è
{\displaystyle \psi =n\theta \pm \pi /2}
e così l'angolo tangenziale è
{\displaystyle \varphi =(n+1)\theta \pm \pi /2}.
(Il segno qui è positivo se r e cos (nθ) hanno lo stesso segno e negativo nel caso opposto.)
Il vettore tangente unitario,
{\displaystyle \left({\frac {dr}{ds}},\ r{\frac {d\theta }{ds}}\right)},
che ha lunghezza unitaria, e confrontando la grandezza dei vettori su ciascun lato dell'equazione precedente si ottiene
{\displaystyle {\frac {ds}{d\theta }}=r\cos ^{-1}n\theta =a\cos ^{-1+{\tfrac {1}{n}}}n\theta }.
In particolare, la lunghezza di un singolo ciclo quando {\displaystyle n>0} è:
{\displaystyle a\int _{-{\tfrac {\pi }{2n}}}^{\tfrac {\pi }{2n}}\cos ^{-1+{\tfrac {1}{n}}}n\theta \ d\theta }
La curvatura è data da
{\displaystyle {\frac {d\varphi }{ds}}=(n+1){\frac {d\theta }{ds}}={\frac {n+1}{a}}\cos ^{1-{\tfrac {1}{n}}}n\theta }.

## Proprietà
La curva inversa di una spirale sinusoidale rispetto ad un cerchio con centro all'origine è ancora una spirale sinusoidale. Il valore di n della curva inversa è il negativo del valore di n della curva originale. Ad esempio, l'inverso della lemniscata di Bernoulli è un'iperbole rettangolare.
L'isottica, il pedale e il pedale negativo di una spirale sinusoidale sono altri esempi di spirali sinusoidali.
In percorso di una particella che si muove secondo una forza centripeta proporzionale a una potenza di r percorre una spirale sinusoidale.
Quando n è un numero intero e gli n punti sono disposti regolarmente su una circonferenza di raggio a, allora, l'insieme di punti la cui media geometrica delle distanze dal punto stesso agli n punti e' costante, è una spirale sinusoidale . In questo caso la spirale sinusoidale è una lemniscata polinomiale.